# روبرتو زارات
روبرتو زارات (انگلیسی: Roberto Zárate; ۱۵ دسامبر ۱۹۳۲ – ۶ نوامبر ۲۰۱۳) بازیکن فوتبال اهل آرژانتین بود.
از باشگاه‌هایی که در آن بازی کرده‌است می‌توان به باشگاه فوتبال ریور پلاته و باشگاه فوتبال بانفیلد اشاره کرد.
وی همچنین در تیم ملی فوتبال آرژانتین بازی کرده‌است.